# Tramremise Koninginneweg
De Tramremise aan de Koninginneweg 29 te Amsterdam-Zuid is een gebouw uit 1893, dat is gebouwd als remise voor de paardentrams van de AOM. De architect was A.L. van Gendt, uit de bouwbeschrijving blijkt dat deze bij het ontwerp hulp heeft gehad van P.H. van Gendt. Bij de bouw stond het nog vrij van de omliggende bebouwing, in een weiland. Tot de annexatie van 1896 was dit grondgebied van de gemeente Nieuwer-Amstel. 
Vlakbij was het eindpunt van de paardentramlijn Dam – Willemsparkweg, die werd ingesteld in 1883 en in 1890 werd verlengd tot de Willemsparkweg. In 1903 werd deze paardentramlijn vervangen door de elektrische tramlijn 2.
Het gebouw is deels vrijliggend en bevindt zich in wat nu een bocht in de Koninginneweg is. Bij aanleg bestond het complex uit een hoofdgebouw in "fin-de-siècle"-stijl, voorzien van een fraaie façade met aan de achterkant een remise en de paardenstallen. Het hoofdgebouw bestond uit een koetshuis, een kantoor voor de stalbaas en bergingen op de begane grond. Op de eerste verdieping bevond zich een bovenwoning, en naast bergingen en een afrekenkamer was er een kamer voor de hoofdconducteur. Deze verdieping is in 1903 verder uitgebouwd. De stallen en de remise waren gelegen langs een sloot ter hoogte van wat nu de Emmastraat is. De stal bood plaats aan 81 paarden. Daarnaast was er een remise waar de tramwagens gestald werden, een ziekenstal en een smidse.
Het is lastig voor te stellen dat zeven jaar na de bouw het paardentrambedrijf geleidelijk opgeheven zou worden ten gunste van de elektrische tram, alhoewel elektrificatie van de laatste paardentramlijn toch nog tot 1916 zou duren. Nadat de paardentram hier in 1903 verdween, werd deze remise gebruikt voor het stallen van bijwagens en in 1917 werd ook het bedrijfsarchief van de Gemeentetram Amsterdam daar ondergebracht, in verband met ruimtegebrek op het hoofdkantoor. Het gebruik als tramremise werd in 1932 beëindigd en het gebouw werd ontruimd en overgedragen aan de Dienst der Publieke Werken. Er kwam toen een post van de stadsreiniging in en de stallen werden verbouwd tot garage voor de voertuigen van het GEB, waarbij de aansluitsporen in 1933 verdwenen. Het gebouw is later verbouwd tot politiepost en sloot inj 2015. Daarna is het opnieuw verbouwd, ditmaal tot sportschool.

## Trivia
In het stripboek De NoordZuid (in 2000 door het GVB in een zeer beperkte oplage uitgegeven), is de remise in gebruik als "museum" met tramwagens en bedrijfswoning.